# Austrognathia nannulifera
Austrognathia nannulifera är en djurart som tillhör fylumet käkmaskar, och som beskrevs av Wolfgang Sterrer 1991. Austrognathia nannulifera ingår i släktet Austrognathia och familjen Austrognathiidae. Inga underarter finns listade i Catalogue of Life.